# Петуховка (Брянская область)
Петуховка — деревня в Жуковском районе Брянской области, административный центр Ходиловичского сельского поселения. 
 Расположена в 12 км к северо-востоку от города Жуковки. Население — 415 человек (2010).

## История
Упоминается со второй половины XIX века; состояла в приходе села Фошни. До 1925 входила в состав Фошнянской волости Брянского (с 1921 — Бежицкого) уезда; позднее в Жуковской волости, Жуковском районе (с 1929).
В 1954—1968 гг. — в составе Гришинослободского, Фошнянского, Саковского сельсоветов; в другие годы — в Ходиловичском сельсовете.
| Годы      | 1926 | 1979 | 1989 | 2002 | 2010 |
| --------- | ---- | ---- | ---- | ---- | ---- |
| Население | 286  | 329  | 442  | 420  | 415  |